# Newton Regis
Newton Regis is een civil parish in het bestuurlijke gebied North Warwickshire, in het Engelse graafschap Warwickshire met 599 inwoners.